# Julius Zacher

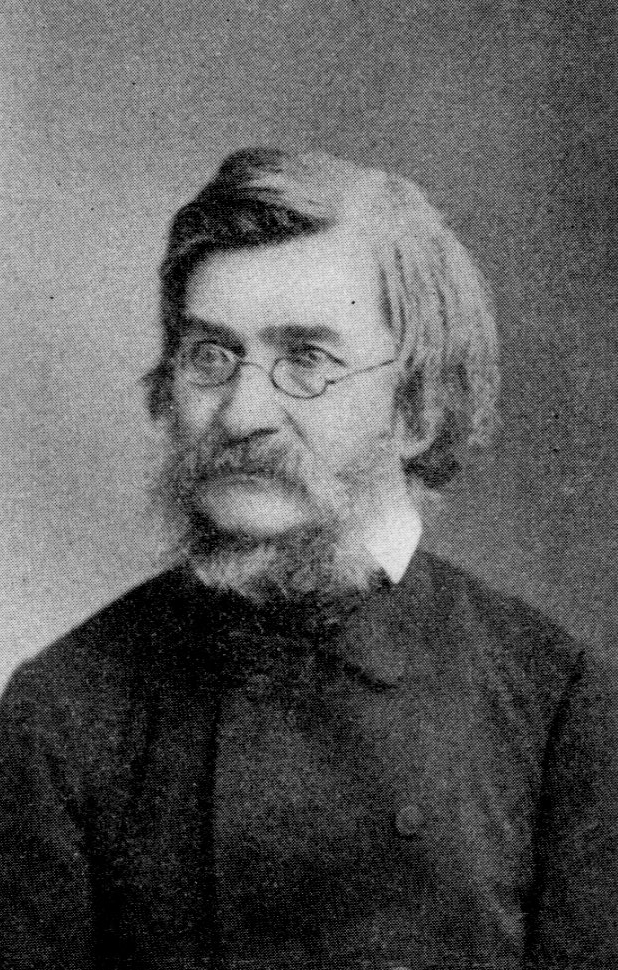
Julius Zacher.

Ernst Julius August Zacher, född den 15 februari 1816 i Schlesien, död den 23 mars 1887 i Halle, var en tysk språkforskare och litteraturhistoriker. 
Zacher blev filosofie doktor i Halle 1844, biblioteksassistent 1847, docent 1853, extra ordinarie professor där 1856, professor och överbibliotekarie i Königsberg 1859 och slutligen åter professor i Halle 1863. Trots storartad lärdom åstadkom Zacher som vetenskaplig skriftställare inte särskilt mycket. Vad han utgav från trycket består mest av recensioner och en mängd andra smärre uppsatser och meddelanden. 
Bland skrifter av något större omfång förtjänar Das gothische Alphabet Vulfilas und das Runenalphabet (1855), Germania och Germanen i Erschs och Grubers "Encyclopædie" (samma år) och hans huvudarbete Pseudocallisthenes. Forschungen zur Kritik und Geschichte der ältesten Aufzeichnung der Alexandersage (1867) att nämnas.
Zachers största betydelse är att söka dels i en långvarig och inflytelserik lärarverksamhet, dels däri, att han grundlade och med sällsport nit ända till sin död ledde två betydelsefulla litterära företag: "Zeitschrift für deutsche Philologie" sedan 1868 (medutgivare Ernst Höpfner) och "Germanistische Handbibliotek" sedan 1869.